# قلعه اجیاد
قلعه اجیاد (به عربی: قلعة أجیاد) یک ارگ عثمانی بود که بر روی تپه‌ای مشرف به مسجدالحرام مکه، در عربستان کنونی قرار داشت. این بنا که در اواخر قرن هجدهم ساخته شده بود، در سال ۲۰۰۲ توسط دولت عربستان سعودی برای توسعه تجاری ابراج آل بیت تخریب شد. این تخریب اعتراض ترکیه و سایر مسلمانان نگران جهان را برانگیخت.

## تاریخچه
این قلعه در سال ۱۷۸۰ میلادی تحت حکومت عثمانی‌ها (بعدها ولایت حجاز)،  برای محافظت از کعبه در مکه در برابر راهزنان و مهاجمان، ساخته شد. این قلعه حدود ۲۳۰۰۰ متر مربع  را در کوه بلبل (یک خار جبل کودا) مشرف به مسجدالحرام از جنوب پوشانده است. این قلعه شامل قصرهایی با چند حیاط و دیوارهای بلند بود که در پایین در دامنه کوه قرار داشت. امپراتوری عثمانی بر منطقه وسیعی حکومت می‌کرد که شبه جزیره عربستان، بالکان و شمال آفریقا را پوشش می‌داد. با این حال، این امپراتوری در آغاز قرن بیستم از هم پاشید و ترکیه امروزی به عنوان یک دولت سکولار تأسیس شد.
در سال ۱۲۰۲ هجری قمری، حاکم مکه، سرور بن مساعد درگذشت. پس از مرگ وی، ساخت قلعه به پایان رسید. قلعه اجیاد همچنان نقش تاریخی خود را در حفاظت از مکه از هرگونه حمله ایفا می‌کرد تا اینکه در آستانه ویرانی قرار گرفت. در سال ۱۳۰۲ هجری قمری توسط والی حجاز عثمان نوری پاشا بازسازی شد. این قلعه به گونه‌ای طراحی شده بود که یک ستون پیاده‌نظام را در خود جای دهد که حدود ۸۰۰ نفر تخمین زده می‌شد، علاوه برآن اتاق‌هایی برای حدود ۳۰۰ نفر سربازان توپخانه و همچنین انبار اسلحه در آن ساخته شده بود.
از ۱ تا ۹ ژانویه ۲۰۰۲، قلعه اجیاد تخریب شد و قسمت اعظم کوه بلبل تسطیح شد، تا منطقه برای ساخت پروژه ۱۵ میلیارد دلاری پاکسازی شود.

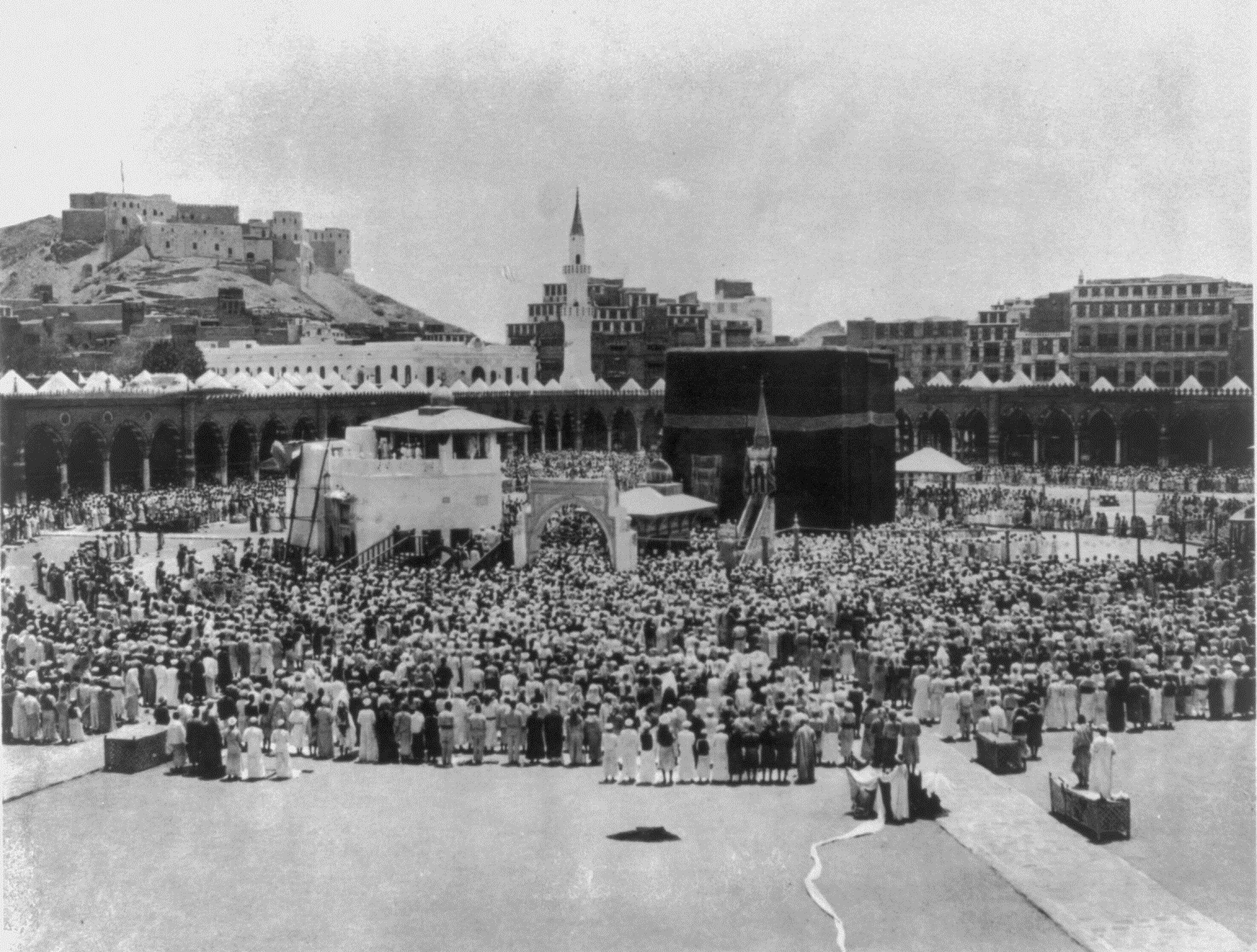
قلعه اجیاد در سال ۱۸۸۹ میلادی در پشت کعبه دیده می شود

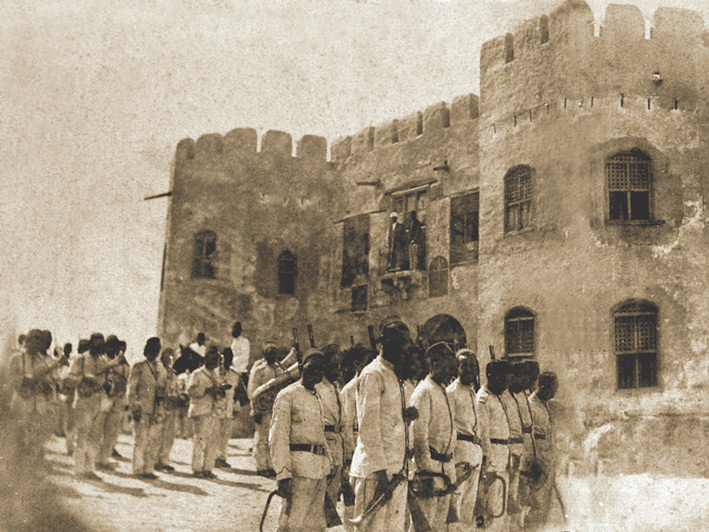
صف سربازان جلوی قلعه در زمان سلطان عبدالحمید.

## واکنش‌ها
تخریب این بنای تاریخی اعتراض داخلی و بین‌المللی را برانگیخت. وزیر خارجه ترکیه اسماعیل جم ایپکچی و چندین نهاد تلاش کردند تا از تخریب آن جلوگیری کنند. ارطغرل کومجو اوغلو، معاون حزب دموکرات چپ ترکیه (DSP) حتی پیشنهاد تحریم سفر به عربستان سعودی را مطرح کرد. وزارت فرهنگ و گردشگری ترکیه تخریب این قلعه را محکوم کرد و این اقدام را با تخریب تندیس‌های بودا در بامیان مقایسه کرد و مقامات سعودی را به «ادامه سیاست خود در تخریب مکان‌های میراث عثمانی» متهم کرد.
با این حال، تخریب این مکان و سایر مکان‌های تاریخی، انتقاد سعودی‌ها را برانگیخت تا اینکه در سال ۲۰۰۱ ملک به بازسازی قلعه فرمان داد.
وزیر سعودی اعلام داشت که ملک فهد موافقت خود را با موقوفه ملک عبدالعزیز برای حرم مطهر و آماده‌سازی محل پروژه با برداشتن تپه و قلعه اعلام کرده است. ملک دستور داد که قلعه باید به‌طور کامل بازسازی و حفظ شود.
خبرگزاری فرانسه به نقل از صالح آل الشیخ وزیر امور اسلامی عربستان گفت که هیچکس حق مداخله در تصمیمات داخلی پادشاهی را ندارد و هدف این پروژه اسکان زائران و عمره‌گزاران و خدمت رسانی به بازدیدکنندگان از خانه خداست.
مدل مقیاس ۱/۲۵ از این قلعه در کنار سایر مدل‌های معماری در پارک مینیاتور مینیاترک در استانبول، ترکیه گذاشته شده است.